# Léa Lassarat
Léa Lassarat, née le 16 août 1971 au Havre est une chef d'entreprise française.
Elle dirige plusieurs hôtels, restaurants et spas. Elle est présidente du réseau « Femmes & Challenges » qu'elle a créé en 2017.

## Biographie
À 20 ans, elle rentre dans l'entreprise familiale Interior's, (créateur, fabricant et distributeur de meubles et objets de décoration) créée par ses parents Sylvie et Jean-Michel Le Broussois. Après avoir occupé plusieurs postes clés dans l'entreprise, elle est nommée directrice générale d'Interior's et dirige 2800 salariés dans le monde jusqu'en 2007.
En parallèle, elle participe à la fondation d'hôtels en Normandie et dans les Alpes : « Vent d'Ouest » au Havre, « Les Maisons de Léa » à Honfleur, « Au Chamois d'or » à l'Alpe d'Huez.
En 2012, elle décide de quitter l'entreprise familiale pour développer ses activités dans l'hôtellerie et la restauration. Sont ensuite créés « Les Enfants Sages », un restaurant bistronomique au Havre en 2015, puis « Le Tourbillon » à Honfleur, et en 2016, « Les Pins de César » dans la campagne d'Étretat. En 2019, elle dirige neuf établissements, dont quatre hôtels, et 130 collaborateurs.
En 2023, après des mois de rénovation d’une ancienne école du centre-ville, elle ouvre La Grande Ecole au Havre, un concept qui rassemble un food hall, un hôtel en tiny house, un pub à l’anglaise, un spa, une école de formation professionnelle ainsi qu’une école de loisirs et de cuisine,,.

## Investissements et engagements
De 2016 à 2021, elle préside la Chambre de commerce et d'industrie Seine Estuaire où elle anime un réseau de 190 dirigeants avec pour objectif le développement économique du territoire,.
Elle est fondatrice et présidente du réseau « Femmes & Challenges » qu'elle crée en 2017, un réseau dédié à l'entrepreneuriat au féminin en Normandie,. En tant que présidente du réseau, elle accompagne les femmes qui souhaitent entreprendre, notamment par la création d'un fonds de soutien qui octroie des prêts d'honneurs à taux zéro.

## Distinctions
Le 24 novembre 2021, Léa Lassarat est nommée au grade de chevalier dans l'ordre national du Mérite au titre de « présidente d'une chambre départementale de commerce et d'industrie ; 21 ans de services ». Elle est faite chevalier de l'ordre par Édouard Philippe, le 17 novembre 2022.
En juin 2022, elle est « lauréate de l'équipe de France des femmes leaders » à l'occasion du Women for Future.
En 2024, elle fait partie des 40 femmes qui ont marqué l'année, par le magazine Forbes.